# Margaret McMurray
Margaret McMurray (morta el 1760) sembla haver estat un dels últims parlants nadius d'un dialecte de les terres baixes d'Escòcia del gaèlic escocès (varietat de Galloway).
A The Scotsman del 18 novembre 1951 va aparèixer la següent carta, que originalment havia estat imprès al Daily Review a 1876 : -
Senyor- Envio això per corroborar el fet que el gaèlic era parlat fins a cert punt d'Ayrshire en la primera part del segle passat. La meva bestia, Jean McMurray, qui va morir en 1836 a l'edat de 87 anys, em va informar que Margaret McMurray, representant de la branca més antiga de les McMurrays de Cultezron, prop de Maybole, i que va morir a molt avançada edat cap a l'any 1760, va parlar molt sobre com havia estat l'última nativa de parla gaèlica de Carrick.
Cultezron està situat a uns 30 quilòmetres al nord de Glenapp, i set o vuit milles al sud d'Ayr. Cultezron gou posseïda per diverses generacions de McMurrays, i el seu nom és purament cèltic Cul Tigh Eobhain, (sic) que vol dir 'part de darrere de la casa d'Ewan'
-Jo sóc etc. D. Murray-Lyon Ayr, 31 d'octubre de 1876
Cultezron (no s'ha de confondre amb el proper Culzean) és una petita granja als afores de la ciutat de Maybole a South Ayrshire. Sembla que la família de Margaret havia l'havia posseït durant almenys 150 anys abans, com un 'John McMurray' es troba en els registres legals de l'època. També és notable que els descendents de McMurray va deixar caure la 'Mc' al nom, el que suggereix anglicització. Malgrat la seva aparença similar, els cognoms 'McMurray' i 'Murray' provenen d'orígens diferents, el primer per estar relacionats amb els Murphys d'Irlanda i els Murchisons a les Terres altes d'Escòcia, i l'origen d'aquest últim és de Moray.
L'erudit William Laughton Lorimer va esmentar breument McMurray a Scottish Gaelic studies.

## Vegeu
- Llista dels darrers parlants coneguts de llengües